# Ларивьер, Шарль-Филипп-Огюст
Шарль-Филипп Огюст Ларивьер (фр. Charles-Philippe Auguste Larivière, родился 28 сентября 1798 года в Париже, умер 29 февраля 1876 года в Париже) — французский художник, работавший в историческом, батальном и портретном жанрах.

## Биография

### Ранний период
Шарль-Филипп Ларивьер — представитель целой династии французских художников. Он внук художника Шарля Лепентра (1735—1803) и отчим художника Альбера Мейньяна, чья дочь Этьен увлекалась пастельным рисунком и созданием портретов. Художником был и Луи-Эжен Ларивьер (ок. 1801—1823), рано умерший родной брат Шарля.
В юности Ларивьер учился рисовать у таких мастеров, как Жан-Батист Полен Герен, Анн-Луи Жироде-Триозон и Антуан-Жан Гро. В 1813 году Шарль-Филипп Ларивьер был принят в Школу изящных искусств в Париже. В 1819 году он получил вторую премию в Риме, а в 1820 году поощрительную медаль. В 1824 году его полотно на тему «Смерть Алкивиада» получило Гран-при Рима. Благодаря этому художнику было позволено оставаться на Вилле Медичи до 1830 года.

### Расцвет творчества
Со временем Ларивьер сосредоточился на исторической живописи. Причём он совмещал вошедшие в моду мотивы романтизма и строгие формы ампирной живописи. Впервые персональная выставка художника состоялась в 1827 году в Парижском салоне. Затем Ларивьер дважды получал медали Салона: в 1831 и 1855 годах. В 1836 году Шарль-Филипп Ларивьер был награждён знаком рыцаря Ордена почётного легиона. Он также получил тунисский Орден Славы.
За годы творчества Ларивьер создал много картин, связанных с батальной тематикой и яркими историческими событиями, портреты известных современников, а также картины религиозного содержания. Он является автором трёх полотен в Батальной галерее в Версальском дворце.
Среди исторических портретов, которые Ларивьер писал для коллекции Музея истории Франции в Версале, есть изображения маршалов Рошамбо , Бюжо и Сен-Арно. Его портрет генерала Гийома Дод де ла Брюнери украшает главную лестницу королевского павильона в Венсенском замке.
Шарль-Филипп Ларивьер также принимал участие в росписи часовни церкви Сент-Эсташ в Париже. А кроме того, вместе с Жаном Энгром, изготавливал витражи для королевской капеллы в Дрё. Некоторые из его работ были опубликованы в виде литографий или гравюр. В частности «Портрет Ашиля Фульда» в интерпретации Эжена Легуа.

### Смерть
Ларивьер скончался в Париже 29 февраля 1876 года. Его семья подарила мастерскую художника музею Пикардии в Амьене.
Последняя картина Ларивье «Выздоровление в монастыре Сен-Онуфре» в 2001 году была приобретена музеем Гренобля.

## Галерея работ

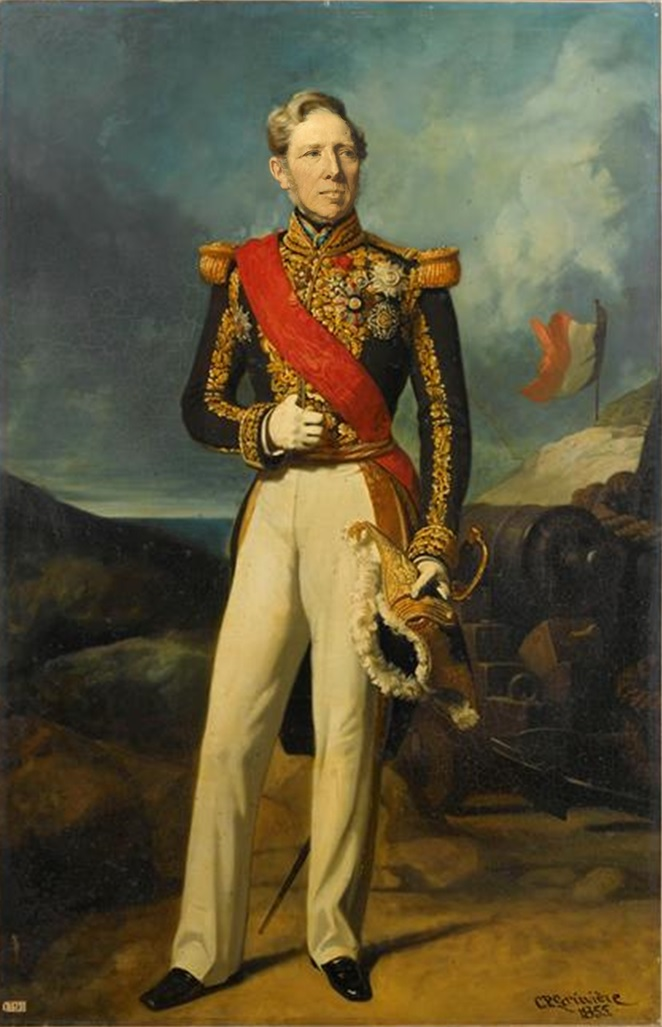
Александр Фердинанд Парсеваль-Дешен (1790–1860)
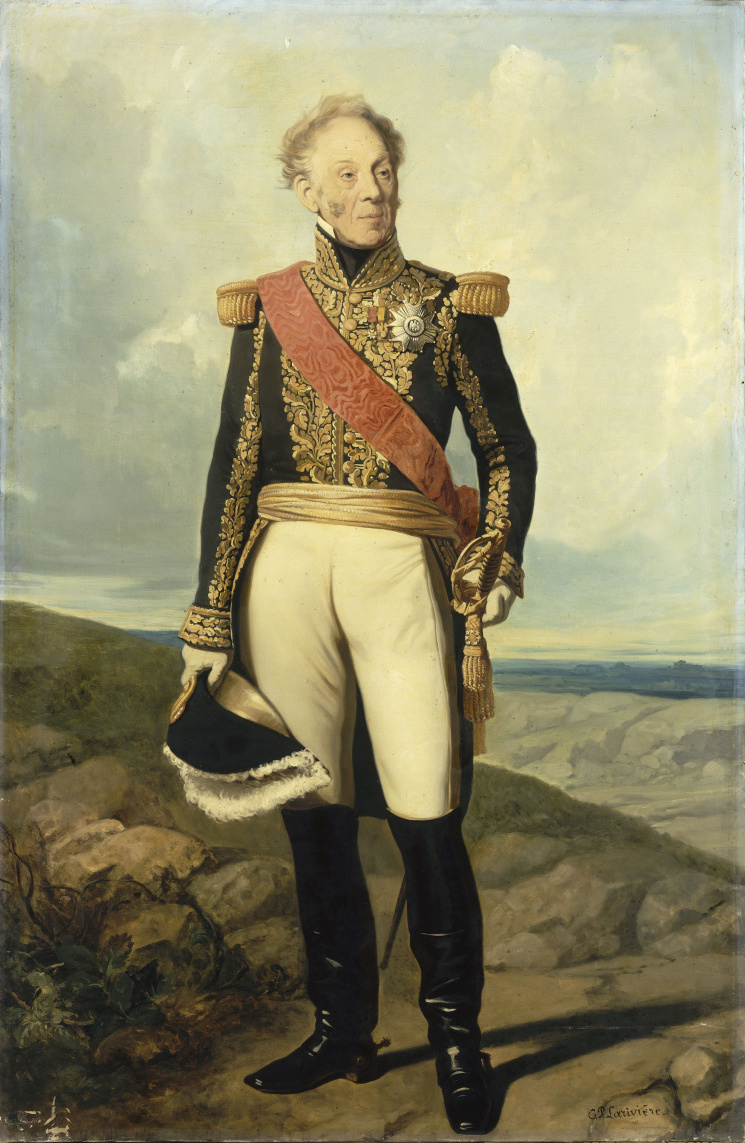
Изидор Экзельман (1775–1852)
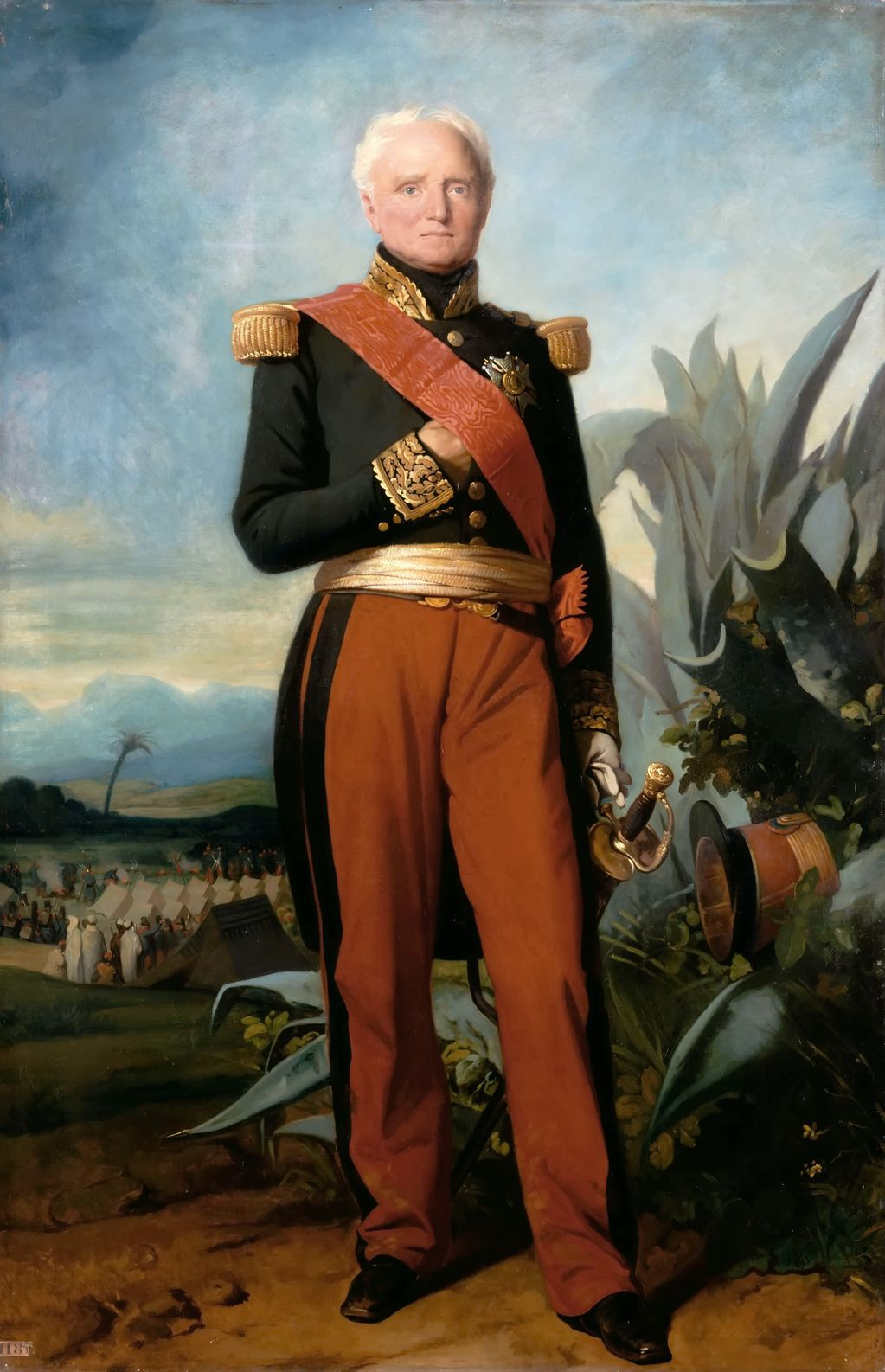
Тома Робер Бюжо (1784–1849)
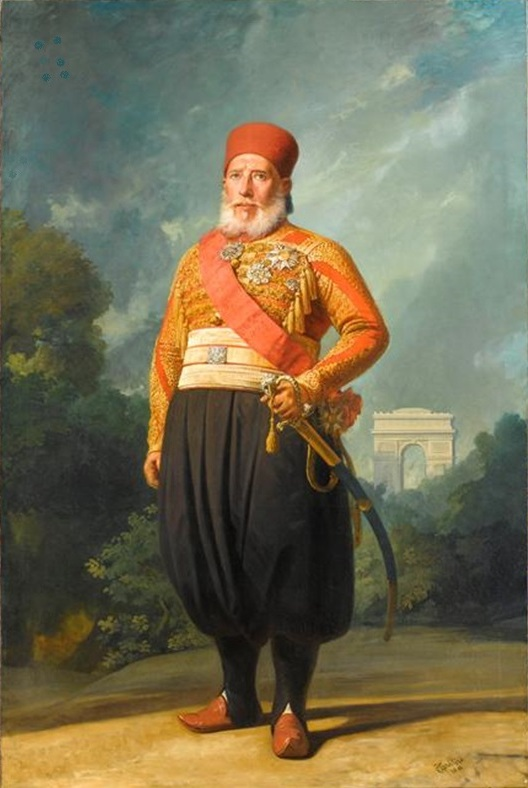
Ибрагим-паша (1789–1848)
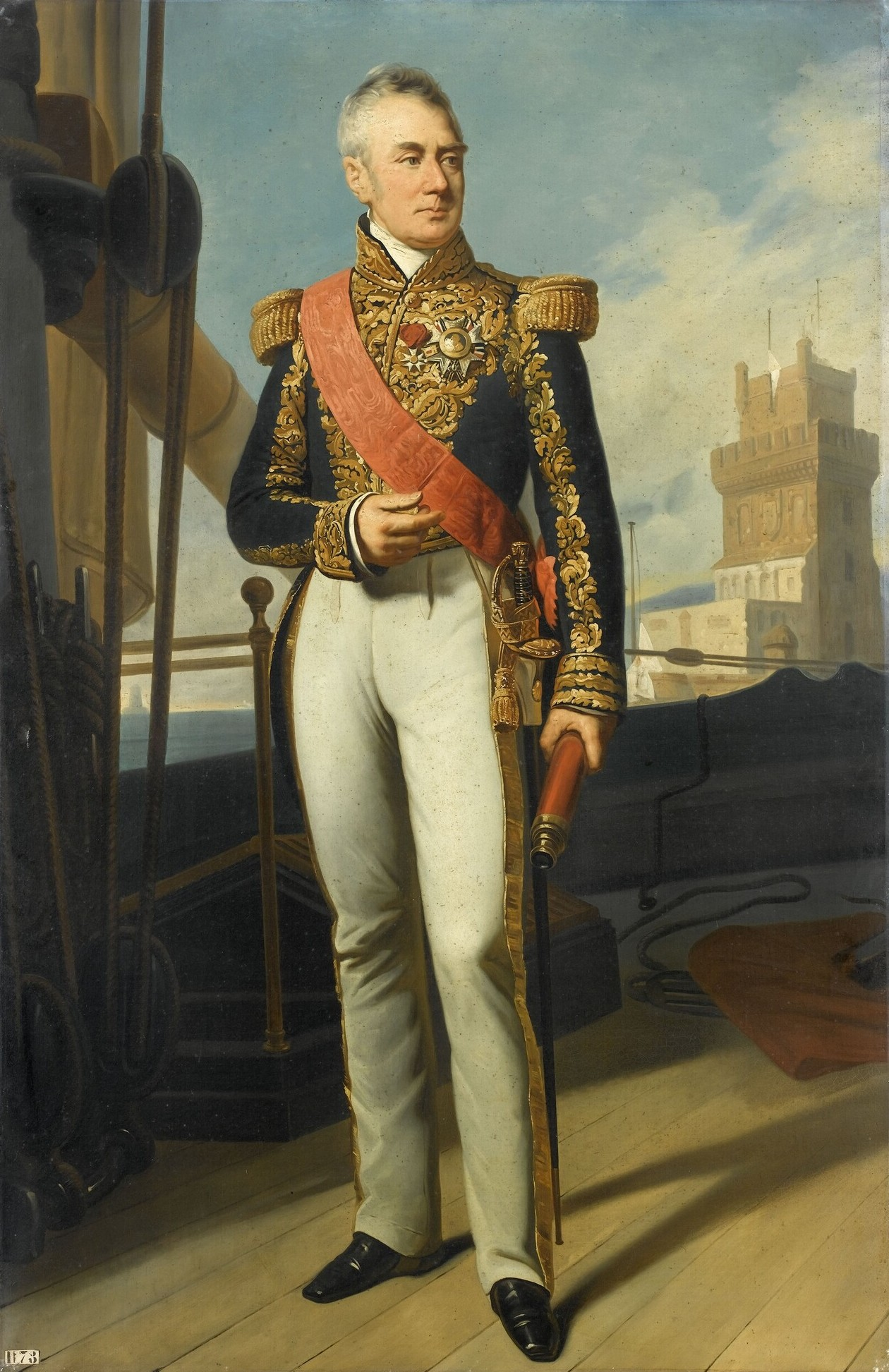
Адмирал Альбен Руссен (1781–1854)
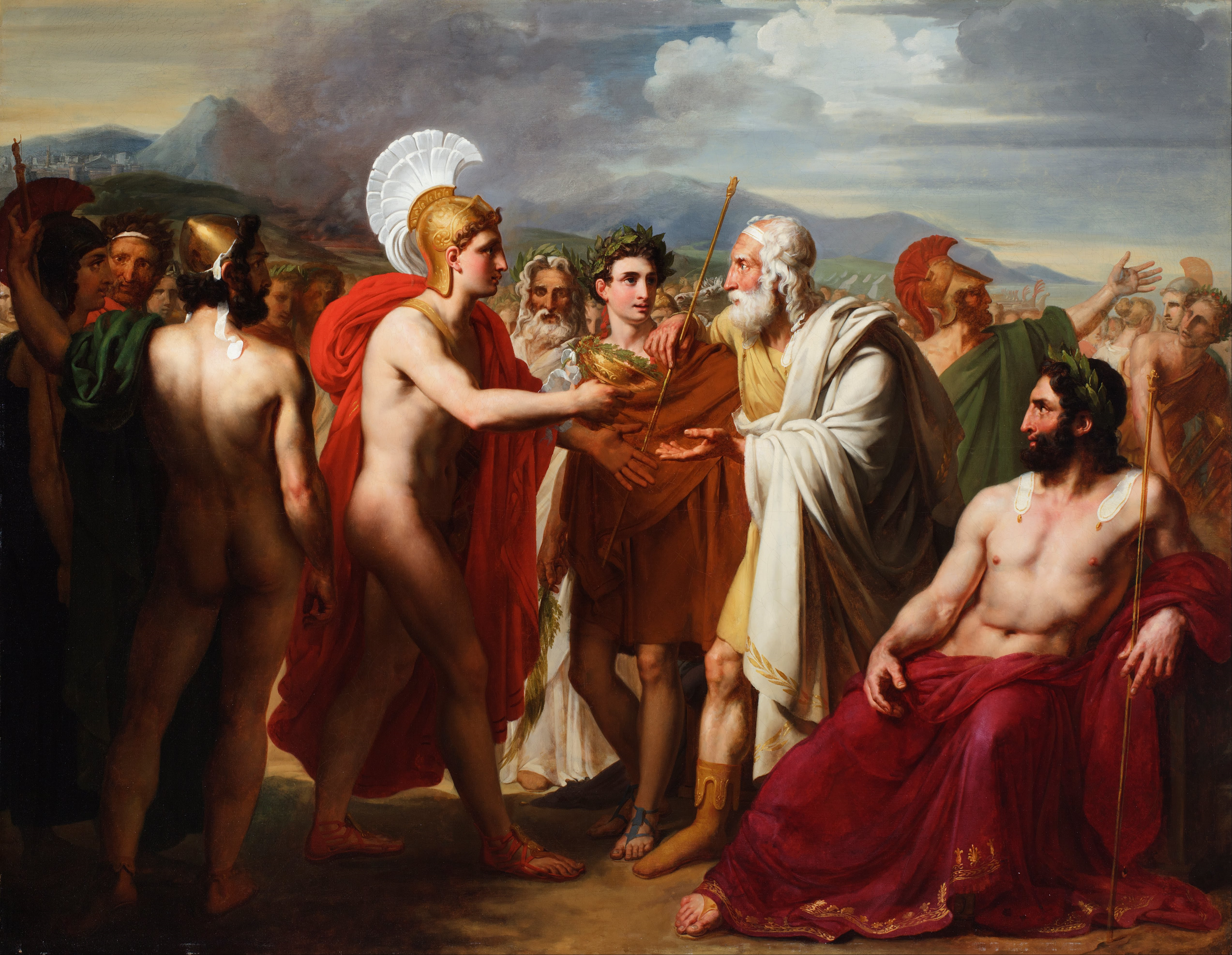
Ахилл, награждающий Нестора на погребальных играх в честь Патрокла